# Ewald von Kleist-Schmenzin
Ewald Albert Friedrich Karl Leopold Arnold von Kleist-Schmenzin (* 22. März 1890 auf Gut Groß-Dubberow, Kreis Belgard, Pommern; † 9. April 1945 in Berlin-Plötzensee) war ein deutscher Gutsbesitzer und konservativer Politiker. Er wurde im Rahmen nationalsozialistischer Verfolgung nach dem 20. Juli 1944 hingerichtet.

## Leben

### Frühes Leben
Ewald von Kleist-Schmenzin war der Sohn des königlich preußischen Rittmeisters Hermann von Kleist (1849–1913) und der Elisabeth (Lili) Gräfin von Kleist (1863–1945), die am 2. Juni 1945 auf ihrem Gut Klein-Dubberow von Polen erschossen wurde.
Nach dem Abitur studierte Kleist in Leipzig Jura, um sein Studium danach an der Universität Greifswald fortzusetzen. Nach Abschluss seines Studiums trat von Kleist kurzzeitig in den Staatsdienst ein, verließ diesen jedoch vor Ausbruch des Ersten Weltkrieges. Er meldete sich freiwillig zum Militärdienst, kam jedoch aufgrund seiner Rheuma-Erkrankung nur Anfang des Krieges im Feld zum Einsatz.
Nach Kriegsende wurde er 1918 mit der Verwaltung der Güter seiner Großmutter beauftragt, die er 1921 erbte (u. a. Gut Schmenzin, daher die Namenserweiterung).

### Weimarer Republik
Während der Zeit der Weimarer Republik gehörte von Kleist-Schmenzin zur antidemokratischen Rechten, wurde Mitglied der DNVP und begrüßte sowohl den Kapp- als auch den Hitlerputsch. Von 1929 bis 1933 war er Vorsitzender des Konservativen Hauptvereins.
Er setzte sich für eine Restauration der Hohenzollern ein und agierte gegen die Weimarer „Erfüllungspolitik“. Dabei schwebte ihm als Idealbild allerdings nicht das Preußen von Wilhelm II., sondern Friedrichs II. vor. Aus seiner monarchistischen Grundhaltung heraus lehnte er den Nationalsozialismus ab, in dem er einen weiteren Versuch der Verwirklichung der „Ideen von 1789“ sah. 1932 warnte er in seiner Schrift Der Nationalsozialismus – eine Gefahr vor einer Machtübernahme durch die Nazis.
1931 erwog Gottfried Treviranus, Kleist-Schmenzin als seinen Nachfolger im Amt des Reichskommissars für die Osthilfe berufen zu lassen, entschied sich aber schließlich für Hans Schlange-Schöningen. Im Frühjahr 1932 erwog der Reichspräsident von Hindenburg, Kleist-Schmenzins Schwiegervater Osten-Warnitz als Nachfolger Brünings zum Reichskanzler zu bestellen. Für diesen Fall war Kleist-Schmenzin, trotz politischer Differenzen mit seinem Schwiegervater bereit, als Reichsinnenminister in die Reichsregierung einzutreten. Hindenburg entschied sich indes aber dazu, Franz von Papen mit dem Kanzleramt zu betrauen.

### Rolle während der Krise um die Neubildung der Reichsregierung im Januar 1933
Im Januar 1933 war Kleist-Schmenzin für den Fall eines Nicht-Zustandekommens einer Koalitionsregierung der Deutschnationalen und der Nationalsozialisten von Franz von Papen als Innenminister eines „Kampfkabinetts“ unter Papen, i. e. eines nur auf den Präsidenten Hindenburg gestützten Kabinetts ohne Mehrheit im Reichstag, vorgesehen. Während der dramatischen Kulissenspiele der letzten Januarwochen des Jahres 1933 versuchte Kleist-Schmenzin die Bildung einer Regierung unter Einbeziehung der Nationalsozialisten mit aller Kraft zu konterkarieren. In diesem Sinne versuchte er seine Beziehungen zu Franz von Papen und zum DNVP-Vorsitzenden Hugenberg geltend zu machen, um diese dazu zu bewegen auf die Ausspielung der „Hitler-Option“ als Mittel zur Lösung der schwelenden Regierungskrise zu verzichten. So hielt Kleist-Schmenzin sich im Januar 1933 teilweise ständig in Papens Wohnung in der Wilhelmstraße 74 auf, um diesen von „Dummheiten“ abzuhalten.
Nachdem Papen, Hugenberg und andere Konservative sich auf ein Bündnis mit Hitler und der NSDAP eingelassen hatten und am 30. Januar 1933 das Kabinett Hitler gebildet worden war, reagierte Kleist-Schmenzin hierauf mit scharfer Ablehnung. Angesichts der im November 1932 eingeleiteten rapiden politischen Abwärtsspirale, in der sich die NSDAP im Frühjahr 1933 befand, (die sich insbesondere in erheblichen Mitgliedereinbußen der NSDAP und zumal im bevorstehenden finanziellen Ruin der Partei infolge der kostspieligen Wahlkämpfe des Jahres 1932 äußerte) hielt er es für einen kapitalen politischen Fehler, dass Hugenberg, Papen und andere Hitler gleichsam vor dem Ruin bewahrt hatten, indem sie ihn in ihr Boot gehievt hatten: Nach Kleists Meinung hätte man die NSDAP nur noch einige Monate lang von Macht fernzuhalten brauchen, weil die dann völlig zusammengebrochen wäre und das Feld für neue Konstellationen frei gemacht hätte, die eine Beilegung der seit 1929/1930 andauernden Staatskrise möglich gemacht hätten, ohne das in seinen Augen hochgefährliche Spiel zu wagen, sich mit einer auf Demagogie aufgebauten Massenbewegung einzulassen. Zugleich resigniert und verächtlich urteilte Kleist-Schmenzin nach der Regierungsbildung vom 30. Januar 1933 über die Kurzsichtigkeit der DNVP-Führung und Papens (wobei er zugleich ihre Unfähigkeit prophezeite den an die Macht gelangten Hitler erfolgreich in den Schranken zu halten):

„Menschen, die nicht den Mut haben, einen Mann, dessen Partei zusammenbricht, wenn man sie rücksichtslos beiseite läßt, mit seinen wahnwitzigen Forderungen abzuweisen, sondern ihm aus Schwäche und Kurzsichtigkeit zu ungeahnter Macht verhelfen, werden nie die Kraft aufbringen, ihn erfolgreich zu bekämpfen! Nein, er wird sie alle in kurzer Zeit völlig erledigen und durch ihre Schuld das Vaterland zerstören“

Häufig zitiert worden ist die verständnislose Antwort, die Papen Kleist-Schmenzin entgegenhielt, als dieser bei ihrem ersten Treffen nach der fatalen Regierungsbildung vom 30. Januar 1933 vorhielt, die Regierungsgewalt Hitler ausgeliefert zu haben: „Was wollen Sie denn [Herr Schmenzin]? Ich habe das Vertrauen Hindenburgs. In zwei Monaten haben wir Hitler in die Ecke gedrückt, daß er quietscht.“

### Leben im NS-Staat
Kleist-Schmenzin reagierte auf die für ihn enttäuschende Entwicklung der Bildung der Regierung Hilter unter Beteiligung der DNVP, indem er aus der DNVP austrat. Er signalisierte seine anhaltende Ablehnung des neuen Regimes später, indem er Mitglied der Bekennenden Kirche wurde.
Anlässlich der politischen Säuberungsaktion der NS-Regierung vom 30. Juni 1934, in deren Verlauf mindestens 90 Personen erschossen wurden, entwich Kleist-Schmenzin, nachdem im Radio die ersten Meldungen über das Vorgehen der Regierung gegen ihre Opponenten gemeldet wurden, auf Drängen seiner Ehefrau mit dem Automobil von seinem Gut über Landsberg an der Warthe nach Berlin. Wenige Stunden nach seiner Abfahrt erschienen zwei Landjäger auf Gut Schmenzin, um ihn zu verhaften. Bis Mitte Juli 1934 hielt sich Kleist in Berlin bei Ernst Niekisch und in der schwedischen Gesandtschaft verborgen.
Das große Morden vom 30. Juni/1. Juli 1934 wertete Kleist-Schmenzin als eine tiefe Zäsur: Die Armee hatte seiner Ansicht nach durch ihre passive Rolle während des Geschehens – sie hatte nach Kleist-Schmenzins Überzeugung den Mördern als Spießgesellen „Schmiere“ gestanden und anschließend, anstatt die Verantwortlichen zur Rechenschaft zu ziehen, schuldbewusst geschwiegen – ihre Ehre preisgegeben und sich entwürdigt. Die nach dem Tod Hindenburgs erfolgende Vereidigung der Truppe auf Hitler war für ihn ein Abfall von jeder Tradition des preußischen Militärs und der Verlust der Fundamente, auf denen dieses beruht hatte. Vergeblich versuchte er hohe Offiziere, wie den Heereschef Fritsch, zu einer Positionierung gegen das neue Regime zu veranlassen. In einem Flugblatt, das er zu dieser Zeit entwarf, brachte er seine Auffassung auf die Formel: „In Zukunft wird es heißen: Charakterlos wie ein deutscher Beamter, gottlos wie ein protestantischer Pfarrer, ehrlos wie ein preußischer Offizier.“
Nachdem die Revisionspolitik Hitlers im weiteren Verlauf der 1930er Jahre immer deutlicher auf einen Krieg zusteuerte, suchte Kleist-Schmenzin den Kontakt zum militärischen Widerstand um Ludwig Beck. Im August 1938, während der Sudetenkrise, reiste er nach London, um die Haltung führender britischer Politiker für den Fall eines Umsturzes in Deutschland in Erfahrung zu bringen. Er traf hierbei mit Robert Vansittart, Winston Churchill und Lord Lloyd zusammen, die er über die unbedingte Kriegsabsicht Hitlers in Kenntnis setzte. Churchill empfing Kleist am 19. August 1938 auf seinem Landsitz Chartwell in Kent. Im August 1939, vor dem Überfall auf Polen, reiste er noch einmal nach Stockholm. Bei den Gesprächen kamen auch deutsche Angriffspläne und die Existenz der militärischen Opposition in Deutschland zur Sprache. Zu den Verschwörern des 20. Juli 1944 hatte er jedoch nur über seinen Sohn Ewald-Heinrich von Kleist-Schmenzin Kontakt, der Hitler 1944 bei einem Selbstmordattentat töten sollte. Sein Sohn Ewald-Heinrich fragte ihn, ob er sein Leben riskieren solle, um Hitler zu töten. Er antwortete: „Ja, das musst du tun. Wer in einem solchen Moment versagt, wird nie wieder froh in seinem Leben.“
Von Kleist-Schmenzin befürwortete die Bildung des Nationalkomitees Freies Deutschland und war von den Initiatoren des Attentates vom 20. Juli 1944 zum Landverweser für Hinterpommern vorgesehen. Nach dem Scheitern des Anschlages wurden Vater und Sohn verhaftet. Ewald-Heinrich von Kleist-Schmenzin wurde jedoch aufgrund des Mangels an Beweisen wieder freigelassen, sein Vater dagegen zum Tode verurteilt und am 9. April 1945 in Plötzensee mit der Guillotine hingerichtet.

## Familie
Ewald von Kleist-Schmenzin entstammte einer alten preußischen Adelsfamilie, so zählt zu seinen direkten Vorfahren der Landrat Otto Bogislaff von Kleist (Ururgroßvater).
Kleist-Schmenzin heiratete in erster Ehe am 28. September 1921 auf Gut Warnitz Anna von der Osten (1900–1937), eine Tochter von Oskar von der Osten-Warnitz und seiner Ehefrau Annemarie, geb. von Sydow. Mit dieser hatte er sechs Kinder, darunter Ewald-Heinrich von Kleist-Schmenzin als ältestes Kind sowie die Tochter Reinhild von Kleist (* 22. November 1928).
In zweiter Ehe heiratete er 1938 in Berlin Alice Kuhlwein von Rathenow (* 1910), eine Tochter des Generalmajors Horst Kuhlwein von Rathenow. Mit dieser wurde er Vater von zwei weiteren Kindern.

## Schriften
- "Glaubt ihr nicht, so bleibt ihr nicht", in: Mitteilungen des Hauptvereins der Konservativen (Mai 1933), S. 1 f. (nachgedruckt bei Scheurig: Kleist, S. 269–274)
- Manuskript „Selbsterlebete wichtige Begebenheiten aus den Jahren 1933 und 1934 (Niedergeschrieben im Jahre 1934)“, postum veröffentlicht als: "Die letzte Möglichkeit. Zur Ernennung Hitlers zum Reichskanzler am 30. Januar 1933", in: Politische Studien 10 (1959), S. 89–92. (nachgedruckt bei Scheurig: Kleist, S. 257–261)